# Palazzo Binda
Palazzo Binda è un edificio storico di Milano situato in corso di Porta Romana al civico 122.

## Storia e descrizione
Il palazzo risale al 1848 quando sul sito un tempo occupato dal convento di San Giacomo dei Pellegrini il cavalier Ambrogio Binda costruì un caseggiato per ospitare l'Imperial Regia Fabbrica di bottoni Ambrogio Binda, in cui si fabbricavano bottoni e telerie. Nel 1867 tuttavia gli stabilimenti del gruppo vennero trasferiti altrove, e il palazzo fu abbellito e adibito ad appartamenti. Il palazzo è suddiviso su quattro piani, compreso il pian terreno in bugnato centrato sul portale abbellito da lesene che reggono il balcone del piano nobile. Il primo piano presenta finestre decorate con timpani triangolari, il secondo finestre con modanature rettilinee e infine il terzo piano con finestre dalle semplici cornici in stucco.
Il palazzo vanta uno dei più ampi giardini privati del centro di Milano, visibile fin dall’ingresso, con alberi secolari, rose e diverse specie botaniche .